# Diplocolenus kyrilli
Diplocolenus kyrilli är en insektsart som beskrevs av Alexander Fyodorovich Emeljanov 1966. Diplocolenus kyrilli ingår i släktet Diplocolenus och familjen dvärgstritar. Inga underarter finns listade i Catalogue of Life.